# Seat 12

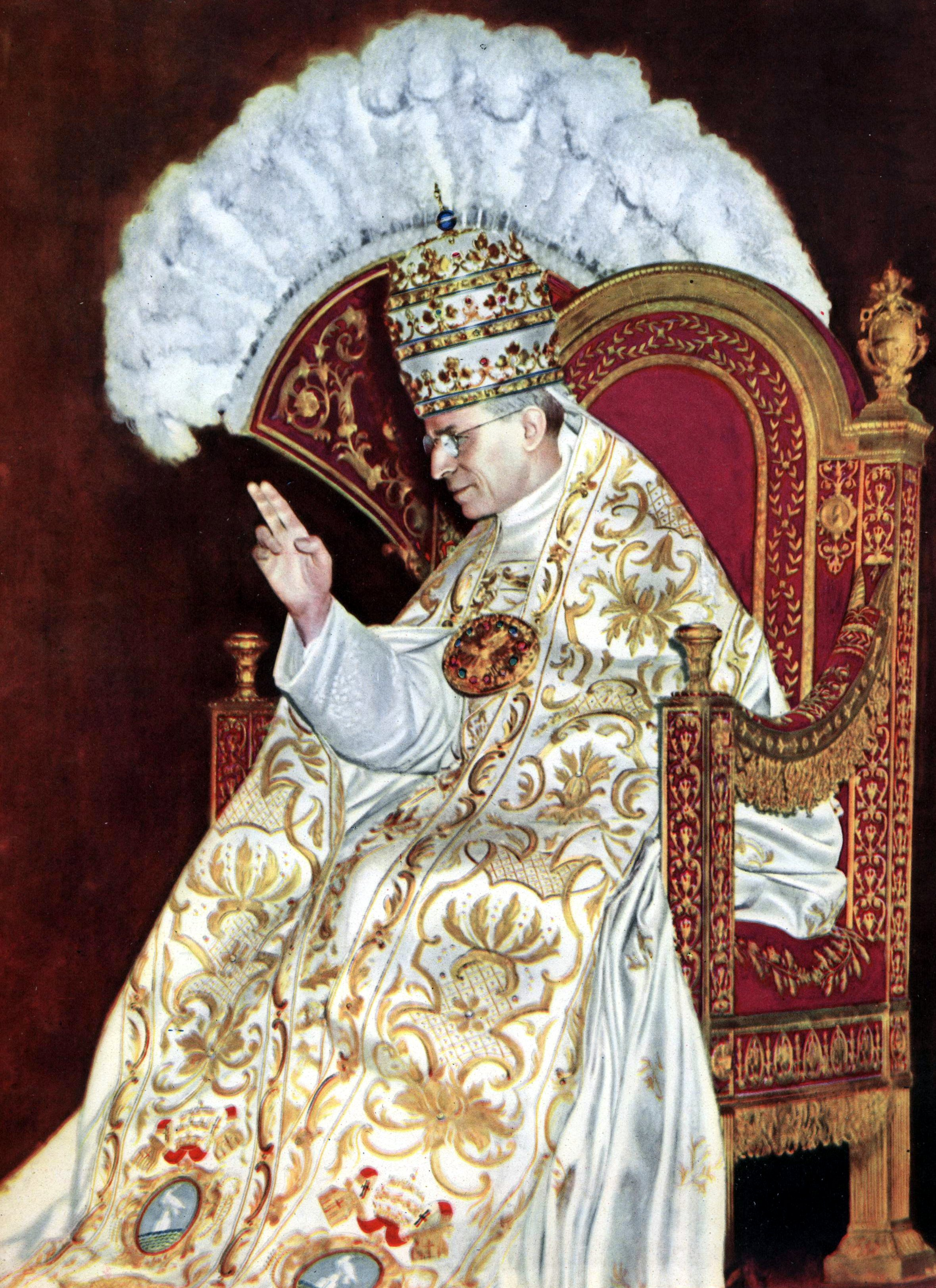
Le pape Pie XII

Seat 12 (en français « siège 12 ») connu aussi sous le nom Opération Seat 12, est une campagne de désinformation de l'Union soviétique durant la guerre froide effectuée dans le but de discréditer l'autorité morale du Vatican.
L'opération a été révélée au grand public en 2007 par Ion Mihai Pacepa, transfuge roumain et ancien directeur général des services secrets roumains.

## Description
« Seat 12 » fait référence au nombre « 12 » du pape Pie XII, qui sera la principale cible de la campagne de désinformation communiste, sous le prétexte que « les morts ne peuvent pas se défendre ».

## Sources bibliographiques
- Hitler, the War and the Pope, Ronald Rychlak, 2010 (édition revue et complétée), éd. Our Sunday Visitor,  (ISBN 978-1-59276-565-2).